# 26194 Chasolivier
26194 Chasolivier è un asteroide della fascia principale. Scoperto nel 1997, presenta un'orbita caratterizzata da un semiasse maggiore pari a 2,3011267 UA e da un'eccentricità di 0,1775862, inclinata di 0,45379° rispetto all'eclittica.